# Пульферо

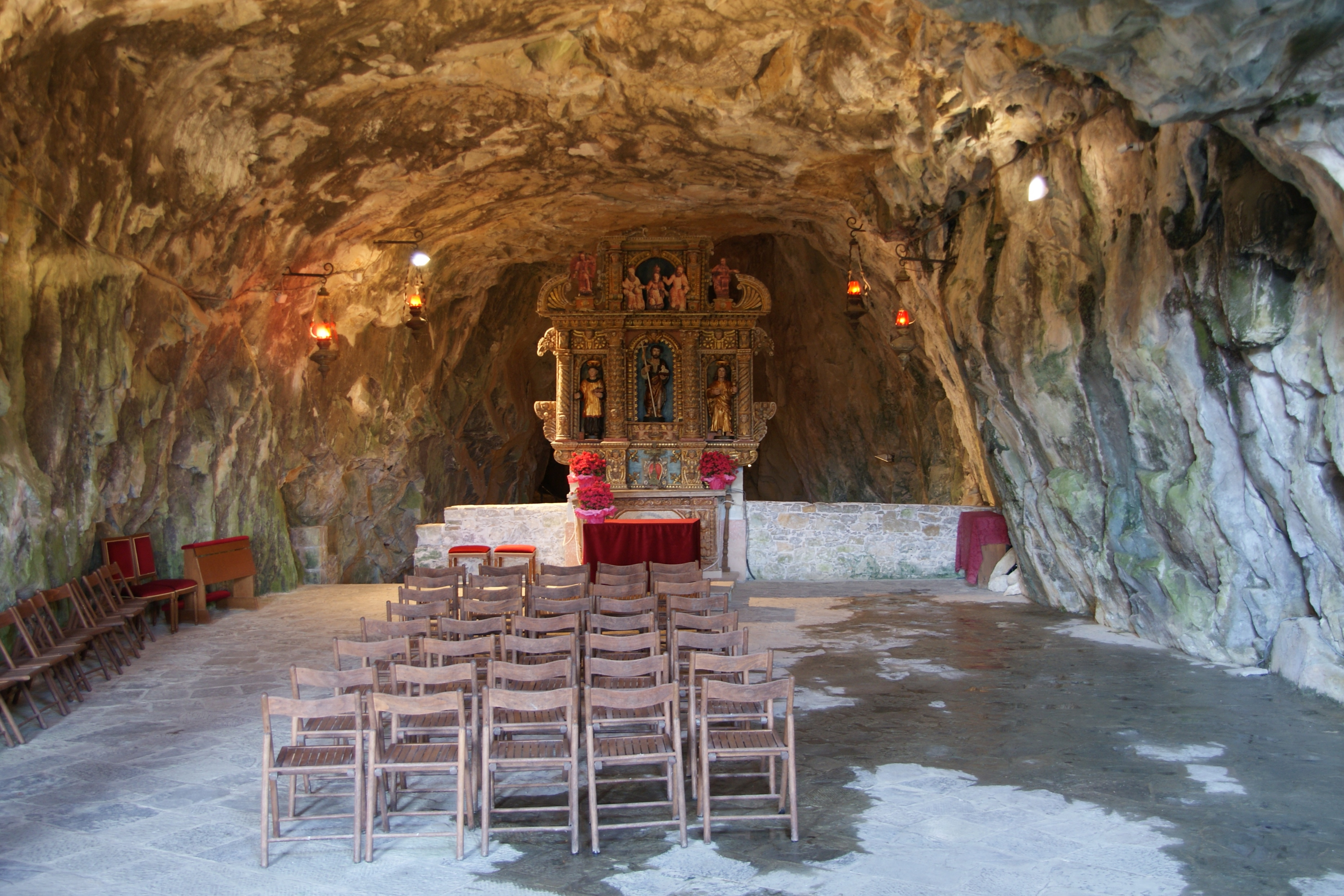
Храм в гроте San Giovanni d'Antro

Пульферо (итал. Pulfero) —  коммуна в Италии, располагается в регионе Фриули-Венеция-Джулия, в провинции Удине.
Население составляет 1095 человек (2008 г.), плотность населения составляет 24 чел./км². Занимает площадь 48 км². Почтовый индекс — 33046. Телефонный код — 0432.
Покровителем коммуны почитается святой Флориан, празднование 4 мая.

## Демография
Динамика населения:

## Администрация коммуны
- Официальный сайт: http://www.comune.pulfero.ud.it/